# 七福村
七福村（ななふくむら）は千葉県の北西部、東葛飾郡に属していた村。

## 地理
- 河川：江戸川

## 歴史
- 1889年（明治22年）4月1日 - 町村制施行により、吉春村、蕃昌新田、谷津村、五木村、五木新田、岩名村および座生新田が合併し東葛飾郡七福村が成立する。

- 1950年（昭和25年）5月3日 - 東葛飾郡野田町、旭村および梅郷村と合併し野田市を新設する。

## 交通

### 鉄道路線
東武野田線七光台駅が旧村域内に存在するが、当時は未開業。

### 道路
- 流山街道 - 現在の千葉県道17号結城野田線